# 田中佳祐
田中 佳祐（たなか けいすけ、1988年9月6日 - ）は熊本県出身の元陸上競技選手。専門は中・長距離種目。大牟田高等学校、城西大学を経て、富士通陸上競技部に所属した。2012年に開催された第96回日本陸上競技選手権大会及び、2014年に開催された第98回日本陸上競技選手権大会男子1500mの優勝者。

## 人物・経歴
- 城西大学4年時に関東インカレ男子1部1500m及び日本インカレ1500mを制し、学生チャンピオンとなった[2][3]。大学卒業後は富士通陸上競技部に入部。現在までに2012年と2014年の二度1500mで日本選手権を獲得している。
- 1500mでの活躍が目立つが、長い距離にも適性があり、高校時代から駅伝でも活躍している。大学時代には第85回箱根駅伝予選会で個人2位(20.0km)、第86回箱根駅伝では復路のエース区間9区を担当し区間2位(23.2km)と好成績を収めている[4]。また、世界クロカンにジュニア日本代表として出場した経験も持つ。

## 自己記録
- 1500m - 3分43秒14　兵庫リレーカーニバル（2014年4月20日）
- 5000m  - 13分40秒65　ゴールデンゲームズinのべおか（2015年5月9日）
- 10000m  - 28分52秒46 日体大記録会（2012年12月1日）
- ハーフマラソン  - 1時間02分38秒 全日本実業団ハーフマラソン（2014年2月16日）
- マラソン  - 2時間10分07秒 びわ湖毎日マラソン（2021年2月28日）